# Francesc Antich Oliver
Francesc Antich Oliver   (Caracas, 28 de novembre de 1958 - Mallorca, 2 de gener de 2025) va ser un advocat i polític mallorquí, que va presidir el govern de les Illes Balears (1999-2003 i 2007-2011).

## Biografia
Nasqué a Caracas perquè era la ciutat a la qual emigraren els seus pares. Llicenciat en dret per la Universitat de les Illes Balears, durant la seva infància es mudà al poble nadiu dels seus pares, Algaida (Mallorca), del qual fou regidor des de 1987 i batlle entre el 1991 i el 1995 pel PSIB-PSOE. Anteriorment, durant l'etapa del govern municipal socialista de Palma presidit per Ramon Aguiló, havia estat tècnic de l'Institut Municipal de l'Habitatge. També havia estat proper, en el mateix municipi d'Algaida, al PSM, però abandonà aquesta relació perquè, segons va dir ell mateix en algunes ocasions, els treballadors són primer que els interessos nacionals. Va ser president del Govern Balear en dos períodes, del 1999 al 2003 i novament del 6 de juliol de 2007 fins al 18 de juny de 2011.
El 1995 va aconseguir un escó al Parlament Balear i al Consell Insular de Mallorca, del qual fou nomenat conseller de Medi Ambient en aquella mateixa legislatura sota el govern de Maria Antònia Munar. El 1998, després d'unes eleccions primàries en el si del partit, fou nomenat secretari general del PSIB-PSOE i pròxim candidat socialista a la presidència del govern de les Illes Balears a les eleccions de 1999.

### Primera presidència del govern Balear (1999-2003)
No va aconseguir guanyar les eleccions autonòmiques de 1999 (sinó que va disminuir el nombre d'escons del PSIB-PSOE al Parlament Balear respecte a les eleccions del 1995), però, aprofitant la pèrdua de la majoria absoluta del PP (que havia governat la comunitat autònoma de manera ininterrompuda des de la seva creació el 1983), signà l'anomenat Pacte de Progrés amb PSM, EUIB, Els Verds, COP i UM, que possibilità que comptés amb la majoria necessària per a presidir el nou govern de les Illes Balears fins al 2003, any en què el PP recuperà la majoria absoluta i, per tant, el govern de la comunitat autònoma. Malgrat això, el PSIB millorà els seus resultats, i per això la seva imatge com a líder dels socialistes balears quedà reforçada.
El seu govern destacà per la introducció de polítiques a favor d'un creixement urbanístic i econòmic sostenible i compatible amb el medi ambient (aplicació de l'ecotaxa, foment del transport públic, proposat entre d'altres el primer projecte seriós per dur a terme el Metro de Palma] i la creació del Parc Natural de Llevant), així com de la gran descentralització que dugué a terme a favor dels Consells Insulars (Llei dels Consells Insulars). Fou fortament atacat per la dreta, que l'acusava de provocar una crisi econòmica introduint mesures poc afavoridores pels empresaris dedicats al sector turístic. Tampoc no va saber tenir un diàleg fluid amb el govern espanyol (llavors encapçalat pel conservador José María Aznar), que es negà a subvencionar noves línies de ferrocarril o de desdoblament de carreteres. Malgrat tot, el 2001 s'arribà a un acord pel traspàs de les competències en sanitat a la comunitat autònoma, que es va fer efectiu l'1 de gener de 2002, amb els quals el sostre competencial previst a l'Estatut de 1983 quedà pràcticament assolit.
En el Congrés Federal del PSOE de 2000 fou un dels més forts suports a la candidatura de José Luis Rodríguez Zapatero a la secretaria general del partit. Un cop Zapatero sortí elegit, Francesc Antich passà a formar part de l'executiva federal.

### Oposició
El 2004 encapçalà la candidatura del PSIB-PSOE a les eleccions a Corts del 14 de març, com a persona de confiança i consens entre totes les famílies del socialisme, de les quals el partit empatà a diputats amb el Partit Popular i sortí elegit diputat al Congrés dels Diputats per les Illes Balears.

### Segona presidència del govern Balear (2007-2011)
Va ser candidat a les eleccions de 2007 i la seva llista augmentà un escó al Parlament. La pèrdua de la majoria absoluta del PP propicià les negociacions amb UM i el Bloc que el portaren a ser investit al capdavant del govern. Amb la derrota del PSIB a les eleccions autonòmiques de 2011 i la majoria absoluta assolida pel Partit Popular, va deixar de ser president del Govern Balear el 18 de juny de 2011.

### Senador
Després de la seva derrota en les eleccions de 2011 fou designat senador pel Parlament Balear.